# Junior Félix
Junior Francisco Félix Sánchez (nacido el 3 de octubre de 1967 en Laguna Salada) es un ex jardinero dominicano que jugó en las Grandes Ligas de Béisbol de 1989 a 1994.
El 4 de mayo de 1989, Félix bateó el primer lanzamiento del lanzador Kirk McCaskill yéndose de jonrón, pero sus Azulejos de Toronto perdieron de 3-2 en 10 entradas. Fue el jugador número 27 de la Liga Americana en conectar jonrón en su primer turno al bate en la historia de las Grandes Ligas, y el 10 en hacerlo en el primer lanzamiento.
El 2 de septiembre de 1990, Félix capturó el último out del primer no-hitter lanzado por Dave Stieb de los Azulejos.